# Telchinia iturina
Telchinia iturina is een vlinder uit de familie van de Nymphalidae. De wetenschappelijke naam van de soort is voor het eerst gepubliceerd in 1890 door Henley Grose-Smith.

## Verspreiding
De soort komt voor in Nigeria, Kameroen, Gabon, Congo Kinshasa, Oeganda en Noordwest-Tanzania.

## Waardplanten
De rups leeft op Scepocarpus cordifolius (Urticaceae).